# PZInż.160
PZInż.160 — экспериментальная польская самоходная артиллерийская установка, которая проектировалась в 1937 году. Единственный проект САУ польского производства.

## История
Ранее поляки задумывались о создании лёгкого танка PZLInż.140, однако его проект был отвергнут. Тем не менее, главный конструктор PZInż. Эдвард Габич в конце 1937 года предложил использовать шасси танка для создания первой польской САУ под кодом PZLInż.160.
По мнению Габича, опыт установки орудий малого калибра на танкетки ТК-3 и TKS был существенно полезен. Габич предложил разработать корпус из листов толщиной 5-15 мм. В лобовой части корпуса ставилась 37-мм или 47-мм противотанковая пушка, а также 7,92-мм курсовой пулемёт (второй пулемёт такого же калибра устанавливался на крыше и являлся зенитным). Ходовая же часть САУ была заимствована от 4TP. Экипаж состоял из трёх человек - командира, механика-водителя и заряжающего. Оценочая масса САУ достигала 4300 кг. 
По боевой эффективности самоходка могла оказаться не хуже Panzerjäger I, выполненного на шасси PzKpfw I, так как конструкция корпуса позволяла установить орудие более крупного калибра. Тем не менее, польские танковые войска не проявили к PZLInż.160 должного интереса, в результате чего этот перспективный проект так и не был реализован.